# Xylotoles sandageri
Xylotoles sandageri är en skalbaggsart som beskrevs av Thomas Broun 1886. Xylotoles sandageri ingår i släktet Xylotoles och familjen långhorningar. Inga underarter finns listade i Catalogue of Life.